# Куйметса
Ку́йметса (эст. Kuimetsa) — деревня в волости Рапла уезда Рапламаа, Эстония.
В 1993—2017 годах (до административной реформы местных самоуправлений Эстонии) входила в состав волости Кайу того же уезда. В 1991—1992 годах была в составе волости Юуру (упразднена).

## География и описание
Расположена в 20 километрах к востоку от уездного и волостного центра – города Рапла, у шоссе Козе—Тюри, на берегу реки Атла. Высота над уровнем моря — 82 метра.
Климат умеренный. Официальный язык — эстонский. Почтовый индекс — 79392.

## Население
По данным переписи населения 2021 года, в Куйметса проживали 307 человек, из них 297 (97,1 %) — эстонцы.
Численность населения деревни Куйметса по данным переписей населения:
| Год  | 1979 | 1989  | 2000  | 2011  | 2021  |
| ---- | ---- | ----- | ----- | ----- | ----- |
| Чел. | 327  | ↗ 373 | ↗ 390 | ↘ 324 | ↘ 307 |

## История
Деревня впервые упомянута в Датской поземельной книге 1241 года как Quiuames. В письменных источниках 1345 года упоминается Cuywemetze, 1586 года — Kuymetz.
В 1286 году окрестности деревни Куйметса и ближайшей к ней Кайу стали владениями Таллинского цистерцианского монастыря.
Юго-восточная часть деревни — это бывшая деревня Ээс-Пыллику (Ees-Põlliku, также Põlliku-Eesküla), в 1725 году упомянутая как Espollico Hans. Была объединена с Куйметса после Второй мировой войны.

## Городище и мыза Куйметса
В 1345 году впервые упомянута принадлежавшая монастырю мыза Куймец (нем. Kuimetz, Куйметса (эст. Kuimetsa mõis)), которая с 1651 года перешла во владение Эстляндского рыцарства. Примерно в 1412 году для защиты мызы было построено городище. К настоящему времени от него сохранились только едва заметные руины фундамента перед деревенским клубом; также сохранился погреб размером 7×5 метров, который используется и в настоящее время. Городище являлось одним из последних строений этого типа на территории Эстонии; во время Ливонской войны, в 1560 году, горело, в 1574 году было разрушено. Согласно акварели Карла Фельманна (Carl Faehlmann), ещё в 1827 году на месте остатков городища стояло трёхэтажное замковое здание с двумя нависающими по углам башнями.
Территория городища Куйметса внесена в Государственный регистр памятников культуры Эстонии. При инспектировании 16 февраля 2015 года этот объект культурного наследия находился в плохом состоянии.
Мызу Куйметса и городище Куйметса описал в своих исторических рассказах эстонский писатель Эдуард Борнхёэ.

## Kарстовая территория Куйметса
В полутора километрах от центра Куйметса в направлении деревни Ваопере дорога пересекает карстовую территорию, которая среди местных жителей известна как «пещеры Ийда» (эст. Iida urked). На обочине дороги установлена схема этой зоны, на природе отмечена учебная тропа.
Kарстовая территория Куйметса является одним из самых больших и уникальных карстовых районов Эстонии. Она охраняется государством как природный парк и памятник археологии; её площадь составляет 3 гектара.
Условия для развития карста установились в этом регионе в конце силура — начале девона. Здесь есть различные карстовые формы: провалы, воронки, ложбины, каналы, пещеры, последние — самые большие в Эстонии. Одной из самых красивых является пещера длиной 12 метров и шириной 8 метров в форме ракушки. Во время половодья здесь можно видеть, как по многим трещинам и каналам течёт вода, и даже услышать журчание воды из-под земли, при низкой воде водных потоков здесь практически не бывает. На западной стороне дороги меньше карстовых форм, но есть одна большая и интересная, однако труднодоступная пещера.
Карстовые пещеры Куйметса упоминаются Генрихом Латвийским в его хрониках о военных походах немцев и их союзников в 1220-х годах, как места, где древние эсты прятались от врагов.

## Инфраструктура
До 2018 года в деревне работала начальная школа, затем её здание было выставлено на продажу. Ближайшие школа и детский сад находятся на расстоянии 6 километров от деревни в посёлке Кайу.
В деревне есть народный дом (клуб), спортивное здание, магазин и автобусная остановка.

## Комментарии
1. ↑  Эстонские топонимы, оканчивающиеся на -а, не склоняются и не имеют женского рода (исключение — Нарва)[6].